# Fabian Abrantowicz
Fabian Abrantowicz MIC (ur. 14 września 1884 r. w Wereszkowszczyźnie w rejonie Nowogródka, zm. 2 stycznia 1946 r. w Moskwie) – duchowny katolicki pochodzenia białoruskiego, pedagog, egzarcha apostolski Harbinu.

## Życiorys
W 1900 r. ukończył szkołę w Nowogródku. Następnie ukończył seminarium, a potem akademię duchowną w Sankt Petersburgu. W 1908 r. został wyświęcony do stanu duchownego. Od 1910 r. uczył w gimnazjum przy kościele św. Katarzyny i w imperatorskiej szkole prawa. W 1912 r. wyjechał do Belgii, gdzie rozpoczął studia teologiczne na wydziale filozofii Katolickiego Uniwersytetu w Lowanium. W 1914 r. otrzymał tytuł doktora. Po powrocie do Rosji powrócił do wcześniejszej działalności pedagogicznej. Ponadto nauczał w gimnazjum żeńskim przy imperatorskim instytucie żeńskim i szkole nr 12. Podczas I wojny światowej współtworzył białoruską organizację narodową pod nazwą Chrześcijańskie Stowarzyszenie Demokratyczne. W maju 1917 r. był jednym z organizatorów 1 zjazdu duchownych białoruskich w Mińsku. W kwietniu 1918 r. ponownie przybył do Mińska, otrzymując funkcję rektora nowo utworzonego katolickiego seminarium duchownego. W 1919 r. otrzymał tytuł prałata mińskiej kapituły katedralnej. Po przejęciu władzy nad miastem przez władze bolszewickie pod koniec 1920 r. przybył wraz z seminarium do Pińska. W 1926 r. zrezygnował z wszystkich pełnionych funkcji, po czym wstąpił do monastyru w Drui prowadzonego przez zakon marianów. W 1927 r. złożył śluby zakonne. W 1928 r. przyjechał do Harbinu, gdzie stanął na czele miejscowej wspólnoty rosyjskiej eparchii katolickiej obrządku wschodniego jako administrator apostolski Kościoła katolickiego obrządku bizantyjsko-słowiańskiego. W 1929 r. otworzył liceum św. Mikołaja i sierociniec. W 1933 r. przebywał w Polsce na wypoczynku. W 1934 r. przebywał w Watykanie, zdając relację ze swojej działalności na Dalekim Wschodzie. Wiosną 1939 r. ponownie przyjechał do Rzymu, uczestnicząc w zebraniu kapituły generalnej ojców marianów. Latem 1939 r. przybył do Warszawy. W drodze do Wilna zastał go wybuch wojny niemiecko-polskiej. W tej sytuacji zmienił kierunek podróży, udając się do Lwowa. Spotkał się tam z metropolitą Andrijem Szeptyckim. Próbując przedostać się na Węgry, pod koniec października tego roku został aresztowany przez NKWD w Rawie Ruskiej. Pod koniec września 1942 r. został skazany na karę 10 lat łagrów, ale do obozu nie trafił, przebywając cały czas w więzieniach w Moskwie. Podczas uwięzienia napisał traktat o historii katolicyzmu w Rosji. W 1943 r. metropolita A. Szeptycki zgłosił zaocznie Watykanowi jego kandydaturę do tytułu arcybiskupa.